# منعطف (فلم)
منعطف (بالإنجليزية: Curve) هو فيلم رعب إثارة أمريكي من إخراج إيان سوفتلي وبطولة جوليان هوف، تيدي سيرز وبينيلوب ميتشيل، عٌرض الفيلم لأول مرة في 31 أغسطس 2015.

## روابط خارجية
- مقالات تستعمل روابط فنية بلا صلة مع ويكي بيانات